# Morti nel 1689
| Questa pagina contiene informazioni ricavate automaticamente dalle voci biografiche con l'ausilio del template Bio e di un bot. L'aggiornamento è periodico e automatico e ricostruisce completamente la pagina. Se manca una persona in questa lista, sei pregato di non aggiungerla, ma accertati piuttosto che la sua voce biografica contenga il template Bio e che i dati anagrafici siano correttamente compilati. Se il template Bio manca, inseriscilo tu stesso o, in alternativa, metti l'avviso {{tmp\|Bio}} che ne segnala la mancanza. Se i dati riportati sono sbagliati, correggi direttamente la voce biografica; le modifiche saranno visibili in questa lista entro pochi giorni. Per chiarimenti vedi il progetto biografie. La lista contiene solo le 87 persone che sono citate nell'enciclopedia e per le quali è stato implementato correttamente il template Bio. Pagina aggiornata al 31 ago 2024. |

## Gennaio(3)
- 7 gennaio - Nicola María de Guzmán Carafa, nobile italiano (n. 1638)
- 18 gennaio - Ernest Gunther di Schleswig-Holstein-Sonderburg-Augustenburg, nobile danese (n. 1609)
- 27 gennaio - Thomas Colepeper, II barone Colepeper, politico inglese (n. 1635)

## Febbraio(9)
- 4 febbraio - Francesco Alberti Poja, vescovo cattolico italiano (n. 1610)
- 5 febbraio - Gerasimo II di Costantinopoli, arcivescovo ortodosso greco
- 12 febbraio - Maria Luisa di Borbone-Orléans, principessa francese (n. 1662)
- 13 febbraio - Carlo Pio di Savoia iuniore, cardinale e vescovo cattolico italiano (n. 1622)
- 16 febbraio - Georg Paulus Imhoff, banchiere, mercante e politico tedesco (n. 1603)
- 18 febbraio - Alessandro Farnese, generale spagnolo (n. 1635)
- 21 febbraio - Isaac Vossius, bibliotecario e saggista olandese (n. 1618)
- 25 febbraio - Khushal Khan Khattak, poeta e scrittore afghano (n. 1613)
- 27 febbraio - Antonio Pedro Sancho Dávila y Osorio, nobile spagnolo (n. 1615)

## Marzo(3)
- 10 marzo - Filippo Luigi di Schleswig-Holstein-Sonderburg-Wiesenburg, nobile tedesco (n. 1620)
- 16 marzo - Sebastian Johann von Pötting, vescovo cattolico tedesco (n. 1628)
- 29 marzo - Théophile Bonet, medico, anatomista e patologo svizzero (n. 1620)

## Aprile(8)
- 6 aprile - Gilles-François de Gottignies, matematico, astronomo e gesuita belga (n. 1630)
- 8 aprile - Diana Grey, nobildonna inglese (n. 1625)
- 14 aprile - Maria Anna Giuseppina d'Asburgo, nobile (n. 1654)
- 15 aprile - Lorenzo Onofrio Colonna, VIII principe di Paliano, nobile italiano (n. 1637)
- 16 aprile - Aphra Behn, scrittrice, poetessa e drammaturga britannica (n. 1640)
- 18 aprile - George Jeffreys, magistrato inglese (n. 1645)
- 19 aprile - Cristina di Svezia, regina (n. 1626)
- 21 aprile - Martin de Esparza Artieda, teologo e gesuita spagnolo (n. 1606)

## Maggio(3)
- 16 maggio - Christiane Gyldenløve, principessa danese (n. 1672)
- 24 maggio - Marcello Filonardi, vescovo cattolico italiano (n. 1608)
- 25 maggio - Charles Errard, pittore, architetto e incisore francese (n. 1606)

## Giugno(6)
- 4 giugno - René Gaultier de Varennes, militare francese (n. 1635)
- 7 giugno - Catherine Bellier, nobildonna francese (n. 1614)
- 7 giugno - Alphonse de Berghes, arcivescovo cattolico belga (n. 1624)
- 8 giugno - Decio Azzolino il Giovane, cardinale italiano (n. 1623)
- 10 giugno - Christophe Veyrier, scultore francese (n. 1637)
- 21 giugno - Thomas Blanchet, pittore e incisore francese (n. 1614)

## Luglio(3)
- 2 luglio - Edward Villiers, nobile e ufficiale inglese (n. 1620)
- 7 luglio - Luisa Cristina di Savoia-Carignano, principessa (n. 1627)
- 27 luglio - John Graham, I visconte Dundee, militare, politico e nobile scozzese (n. 1648)

## Agosto(6)
- 6 agosto - Sofia Dorotea di Schleswig-Holstein-Sonderburg-Glücksburg, nobile tedesca (n. 1636)
- 9 agosto - Dionisio Lazzari, architetto e scultore italiano (n. 1617)
- 12 agosto - Papa Innocenzo XI, papa, vescovo cattolico e cardinale italiano (n. 1611)
- 13 agosto - Massimiliano di Hohenzollern-Sigmaringen, principe (n. 1636)
- 21 agosto - William Cleland, poeta e militare scozzese (n. 1661)
- 28 agosto - Claude-Jean Allouez, missionario, religioso e esploratore francese (n. 1622)

## Settembre(7)
- 13 settembre - Ciro Ferri, pittore italiano (n. 1634)
- 17 settembre - Maximilian Lorenz von Starhemberg, generale austriaco (n. 1640)
- 18 settembre - Richard Head, I baronetto, politico inglese (n. 1609)
- 24 settembre - Thomas Sydenham, medico inglese (n. 1624)
- 26 settembre - Augusto di Schleswig-Holstein-Sonderburg-Beck, nobiluomo tedesco (n. 1652)
- 27 settembre - Angelo Maria Ranuzzi, cardinale e arcivescovo cattolico italiano (n. 1626)
- 30 settembre - Giulio Francesco di Sassonia-Lauenburg, duca (n. 1641)

## Ottobre(5)
- 4 ottobre - Quirinus Kuhlmann, poeta e mistico tedesco (n. 1651)
- 14 ottobre - Adolfo Giovanni I del Palatinato-Zweibrücken-Kleeburg, militare svedese (n. 1629)
- 15 ottobre - Giuseppe Maria Sebastiani, vescovo cattolico italiano (n. 1623)
- 19 ottobre - Benjamin von Block, pittore tedesco (n. 1631)
- 23 ottobre - Charles Démia, presbitero francese (n. 1637)

## Novembre(7)
- 3 novembre - Fëdor Evtichievič Zubov, pittore, incisore e miniaturista russo (n. 1615)
- 8 novembre - Ignazio Moncada, nobile e politico italiano (n. 1619)
- 9 novembre - Lord Thomas Howard, nobile inglese (n. 1657)
- 9 novembre - Enea Silvio Piccolomini, nobile e generale italiano
- 13 novembre - Matteo Borbone, pittore italiano (n. 1610)
- 19 novembre - Elizabeth Cecil, nobildonna inglese (n. 1619)
- 24 novembre - Michele Beggiamo, arcivescovo cattolico italiano (n. 1611)

## Dicembre(5)
- 4 dicembre - Saliha Dilaşub Sultan,  serba
- 6 dicembre - Pjetër Bogdani, arcivescovo cattolico e scrittore albanese (n. 1630)
- 13 dicembre - Giacomo Cotta, pittore, incisore e presbitero italiano (n. 1627)
- 18 dicembre - Gianfrancesco Maria de' Medici,  italiano (n. 1619)
- 29 dicembre - Olfert Dapper, scrittore e medico olandese (n. 1639)

## Senza giorno specificato(22)
- Salvatore Avvisati, religioso, oratore e predicatore italiano (n. 1608)
- Giovanni Battista Azzola, pittore italiano (n. 1614)
- Alexis Bidal d'Asfeld, ufficiale francese (n. 1654)
- Pedro Atanasio Bocanegra, pittore spagnolo (n. 1638)
- François Bonnemer, pittore, disegnatore e incisore francese (n. 1638)
- Karpoš, patriota bulgaro
- Agnese Dolci, pittrice italiana (n. 1659)
- Louis Ferdinand Elle il vecchio, pittore francese (n. 1612)
- Juan Henríquez de Villalobos, generale spagnolo (n. 1630)
- Anders Kempe, medico e filosofo svedese (n. 1622)
- William Knight, pirata inglese
- Giacomo Lusverg, ottico e scienziato italiano
- Muhammad Baqir Majlisi, teologo e giurista persiano (n. 1616)
- Federigo Manni, ingegnere italiano
- Conrad Meyer, pittore e incisore svizzero (n. 1618)
- Edward Noel, I conte di Gainsborough, nobile e politico inglese (n. 1641)
- Antonio Oliva, teologo e scienziato italiano (n. 1624)
- Cristoforo Serra, pittore italiano (n. 1600)
- Nicholas Spencer, mercante e politico inglese (n. 1633)
- Jean-Baptiste Tavernier, viaggiatore e mercante francese (n. 1605)
- Jacob Ferdinand Voet, pittore fiammingo (n. 1639)
- Michaelina Wautier, pittrice fiamminga (n. 1617)